# Druga liga SR Jugoslavije
La Druga liga SR Jugoslavije (in italiano: Seconda lega della R.F. Jugoslavia) era la seconda categoria calcistica per importanza della Repubblica Federale di Jugoslavia ed era la diretta continuazione della Druga savezna liga, ovvero la seconda lega della Jugoslavia socialista.

## Storia
Il torneo è nato nel 1992 all'indomani della dissoluzione della R.S.F. Jugoslavia con l'abbandono da parte delle squadre della Bosnia Erzegovina e della Macedonia, mentre quelle della Slovenia e della Croazia avevano abbandonato nel 1991. Quindi erano rimaste le squadre della Voivodina, della Serbia Centrale, del Kosovo e del Montenegro.
Nel 1999, a causa della guerra in Kosovo, il campionato non è stato terminato, infatti le classifiche provvisorie dopo la 21ª giornata sono state dichiarate definitive. Le squadre del Kosovo abbandonano il sistema calcistico jugoslavo sebbene lo stato rimanga ancora politicamente con la Serbia fino alla dichiarazione unilaterale di indipendenza del 17 febbraio 2008 ed ancora oggi sia uno stato a riconoscimento limitato.
Il 4 febbraio 2003 la R.F.Jugoslavia è divenuta Unione Statale di Serbia e Montenegro e quindi la Druga liga SR Jugoslavije è stata rinominata Druga liga Srbije i Crne Gore. Anche la federazione ha cambiato nome diventando Federazione calcistica della Serbia e Montenegro (FSSCG).
Nel 2004 il torneo formalmente finisce poiché le squadre della Serbia e del Montenegro confluiscono in due tornei separati: la Prva Liga Srbija per le prime e Prva crnogorska fudbalska liga per le seconde. Invece la Prva liga Srbije i Crne Gore, ovvero la massima divisione, sopravvive ancora per due anni con le squadre di entrambi i paesi, fino al 3 giugno 2006, giorno della separazione consensuale fra i due stati.

## Albo d'oro
| Stagione | Girone unico / Fasi autunno e primavera | Girone unico / Fasi autunno e primavera | Girone unico / Fasi autunno e primavera | Girone unico / Fasi autunno e primavera | Girone unico / Fasi autunno e primavera | Girone unico / Fasi autunno e primavera | Girone unico / Fasi autunno e primavera | Girone unico / Fasi autunno e primavera | Girone unico / Fasi autunno e primavera | Girone unico / Fasi autunno e primavera | Girone unico / Fasi autunno e primavera | Girone unico / Fasi autunno e primavera |
| -------- | --------------------------------------- | --------------------------------------- | --------------------------------------- | --------------------------------------- | --------------------------------------- | --------------------------------------- | --------------------------------------- | --------------------------------------- | --------------------------------------- | --------------------------------------- | --------------------------------------- | --------------------------------------- |
| 1992-93  | Jastrebac Niš                           | Jastrebac Niš                           | Jastrebac Niš                           | Jastrebac Niš                           | Jastrebac Niš                           | Jastrebac Niš                           | Jastrebac Niš                           | Jastrebac Niš                           | Jastrebac Niš                           | Jastrebac Niš                           | Jastrebac Niš                           | Jastrebac Niš                           |
| 1993-94  | Borac Čačak                             | Borac Čačak                             | Borac Čačak                             | Borac Čačak                             | Borac Čačak                             | Borac Čačak                             | Borac Čačak                             | Borac Čačak                             | Borac Čačak                             | Borac Čačak                             | Borac Čačak                             | Borac Čačak                             |
| 1994-95  | Mladost Lučani                          | Mladost Lučani                          | Mladost Lučani                          | Mladost Lučani                          | Mladost Lučani                          | Mladost Lučani                          | Mladost Lučani                          | Mladost Lučani                          | Mladost Lučani                          | Mladost Lučani                          | Mladost Lučani                          | Mladost Lučani                          |
| 1995-96  | Budućnost Valjevo                       | Budućnost Valjevo                       | Budućnost Valjevo                       | Budućnost Valjevo                       | Budućnost Valjevo                       | Budućnost Valjevo                       | Budućnost Valjevo                       | Budućnost Valjevo                       | Budućnost Valjevo                       | Budućnost Valjevo                       | Budućnost Valjevo                       | Budućnost Valjevo                       |
| Stagione | Girone Ovest                            | Girone Ovest                            | Girone Ovest                            | Girone Ovest                            | Girone Ovest                            | Girone Ovest                            | Girone Est                              | Girone Est                              | Girone Est                              | Girone Est                              | Girone Est                              | Girone Est                              |
| 1996-97  | Sartid                                  | Sartid                                  | Sartid                                  | Sartid                                  | Sartid                                  | Sartid                                  | Prishtina                               | Prishtina                               | Prishtina                               | Prishtina                               | Prishtina                               | Prishtina                               |
| 1997-98  | Mogren                                  | Mogren                                  | Mogren                                  | Mogren                                  | Mogren                                  | Mogren                                  | Milicionar                              | Milicionar                              | Milicionar                              | Milicionar                              | Milicionar                              | Milicionar                              |
| 1998-99  | Borac Čačak                             | Borac Čačak                             | Borac Čačak                             | Borac Čačak                             | Borac Čačak                             | Borac Čačak                             | Čukarički                               | Čukarički                               | Čukarički                               | Čukarički                               | Čukarički                               | Čukarički                               |
| Stagione | Girone Nord                             | Girone Nord                             | Girone Nord                             | Girone Nord                             | Girone Ovest                            | Girone Ovest                            | Girone Ovest                            | Girone Ovest                            | Girone Est                              | Girone Est                              | Girone Est                              | Girone Est                              |
| 1999-00  | FK Belgrado                             | FK Belgrado                             | FK Belgrado                             | FK Belgrado                             | Zeta                                    | Zeta                                    | Zeta                                    | Zeta                                    | Napredak Kruševac                       | Napredak Kruševac                       | Napredak Kruševac                       | Napredak Kruševac                       |
| Stagione | Girone Nord                             | Girone Nord                             | Girone Nord                             | Girone Ovest                            | Girone Ovest                            | Girone Ovest                            | Girone Est                              | Girone Est                              | Girone Est                              | Girone Sud                              | Girone Sud                              | Girone Sud                              |
| 2000-01  | Mladost Apatin                          | Mladost Apatin                          | Mladost Apatin                          | Mladost Lučani                          | Mladost Lučani                          | Mladost Lučani                          | Zvezdara                                | Zvezdara                                | Zvezdara                                | Rudar Pljevlja                          | Rudar Pljevlja                          | Rudar Pljevlja                          |
| 2001-02  | Radnički Obrenovac                      | Radnički Obrenovac                      | Radnički Obrenovac                      | Javor Ivanjica                          | Javor Ivanjica                          | Javor Ivanjica                          | Radnički Niš                            | Radnički Niš                            | Radnički Niš                            | Mogren                                  | Mogren                                  | Mogren                                  |
| 2002-03  | Bud. Banatski Dvor                      | Bud. Banatski Dvor                      | Bud. Banatski Dvor                      | Borac Čačak                             | Borac Čačak                             | Borac Čačak                             | Napredak Kruševac                       | Napredak Kruševac                       | Napredak Kruševac                       | Kom                                     | Kom                                     | Kom                                     |
| 2003-04  | Radnički Belgrado                       | Radnički Belgrado                       | Radnički Belgrado                       | Čukarički Stankom                       | Čukarički Stankom                       | Čukarički Stankom                       | Hajduk Belgrado                         | Hajduk Belgrado                         | Hajduk Belgrado                         | Budućnost                               | Budućnost                               | Budućnost                               |